# Zbrodnia w Teresinie
Zbrodnia w Teresinie – zbrodnia dokonana przez członków Ukraińskiej Powstańczej Armii oraz chłopów ukraińskich na polskich mieszkańcach kolonii Teresin, położonej w powiecie włodzimierskim województwa wołyńskiego, podczas rzezi wołyńskiej. 29 sierpnia 1943 roku zamordowano w niej 207 osób.
Teresin, zamieszkały przez około 300 Polaków i kilka rodzin ukraińskich, został zaatakowany przez członków UPA i chłopstwo ukraińskie z Kohylna i Gnojna. Grupy napastników włamywały się do domów i tam mordowały Polaków przy użyciu siekier, bagnetów i innych narzędzi. Dokonano także grabieży mienia ofiar.

## Upamiętnienie
W 1997 roku Stowarzyszenie Upamiętniania Polaków Pomordowanych na Wołyniu postawiło w miejscu zbrodni metalowy krzyż o wysokości 10 metrów.

## Literatura
- Grzegorz Motyka: Ukraińska partyzantka 1942-1960 : działalność Organizacji Ukraińskich Nacjonalistów i Ukraińskiej Powstańczej Armii. Warszawa: Instytut Studiów Politycznych PAN : RYTM, 2006. ISBN 83-88490-58-3, ISBN 83-7399-163-8 (Rytm), ISBN 978-83-88490-58-3. Brak numerów stron w książce
- Władysław Siemaszko, Ewa Siemaszko, Ludobójstwo dokonane przez nacjonalistów ukraińskich na ludności polskiej Wołynia 1939–1945, Warszawa: „von borowiecky”, 2000, ISBN 83-87689-34-3, OCLC 749680885.